# Llista de monuments de Cabanelles
Llista de monuments de Cabanelles inclosos en l'Inventari del Patrimoni Arquitectònic Català per al municipi de Cabanelles (Alt Empordà). Inclou els inscrits en el Registre de Béns Culturals d'Interès Nacional (BCIN) amb la classificació de monuments històrics i els Béns Culturals d'Interès Local (BCIL) de caràcter arquitectònic.
| Monument                                                         | Protecció | Estil/època                                | Localització                                                                     | Coordenades                                          | Codi?     | Imatge |
| ---------------------------------------------------------------- | --------- | ------------------------------------------ | -------------------------------------------------------------------------------- | ---------------------------------------------------- | --------- | --- |
| Església parroquial i cementiri de Santa Coloma de Cabanelles    | BCIL 2007 | Romànic, obra popular XII-XIII, XVIII-XIX  | Cabanelles C. de l'Església, 3                                                   | 42° 13′ 52″ N, 2° 49′ 11″ E / 42.230977°N,2.819737°E | IPA-17921 | Església parroquial de Santa Coloma de Cabanelles (Cabanelles) · Vegeu més fotos d'aquest monument · Carregueu una nova foto d'aquest monument |
| Església parroquial de Sant Llorenç d'Espinavessa                | BCIL 2007 | Barroc, obra popular XVIII Final           | Cabanelles Veïnat d'Espinavessa                                                  | 42° 11′ 20″ N, 2° 50′ 41″ E / 42.188875°N,2.844620°E | IPA-17923 | Església parroquial de Sant Llorenç d'Espinavessa (Cabanelles) · Vegeu més fotos d'aquest monument · Carregueu una nova foto d'aquest monument |
| Església parroquial de Sant Martí de Queixàs                     | BCIL 2007 | Romànic, barroc XII-XIII, XVII-XVIII       | Cabanelles Veïnat de Queixàs                                                     | 42° 12′ 51″ N, 2° 47′ 54″ E / 42.214300°N,2.798403°E | IPA-17925 | Església de Sant Martí de Queixàs (Cabanelles) · Vegeu més fotos d'aquest monument · Carregueu una nova foto d'aquest monument                 |
| Església parroquial de Sant Martí Sesserres                      | BCIL 2007 | Romànic XII, XVIII, XIX                    | Cabanelles Veïnat de Sesserres                                                   | 42° 15′ 36″ N, 2° 46′ 29″ E / 42.259864°N,2.774692°E | IPA-17927 | Església parroquial de Sant Martí Sesserres (Cabanelles) · Vegeu més fotos d'aquest monument · Carregueu una nova foto d'aquest monument       |
| Església de Sant Mateu de Vilademires                            | BCIL 2007 | Romànic XII-XIII, XVII-XVIII               | Cabanelles Veïnat de Vilademires                                                 | 42° 13′ 45″ N, 2° 47′ 39″ E / 42.229047°N,2.794194°E | IPA-17929 | Església de Sant Mateu de Vilademires (Cabanelles) · Vegeu més fotos d'aquest monument · Carregueu una nova foto d'aquest monument             |
| Església de Santa Maria de l'Estela                              | BCIL 2007 | Romànic, obra popular XII-XIII, XVIII, XIX | Cabanelles Veïnat de l'Estela                                                    | 42° 17′ 00″ N, 2° 46′ 57″ E / 42.283235°N,2.782468°E | IPA-38710 | Carregueu una nova foto d'aquest monument |
| Can Trullol                                                      |           | Obra popular XVIII                         | Cabanelles C. de l'Arc, 1                                                        | 42° 13′ 50″ N, 2° 49′ 12″ E / 42.230478°N,2.819908°E | IPA-38711 | Carregueu una nova foto d'aquest monument |
| Can Torrà                                                        |           | Obra popular XVIII                         | Cabanelles C. de l'Arc, 6                                                        | 42° 13′ 49″ N, 2° 49′ 11″ E / 42.230281°N,2.819585°E | IPA-38712 | Carregueu una nova foto d'aquest monument |
| Can Pou                                                          |           | Obra popular XVII, XVIII, XX               | Cabanelles Camí de Can Pou                                                       | 42° 13′ 00″ N, 2° 49′ 55″ E / 42.216584°N,2.832036°E | IPA-38713 | Carregueu una nova foto d'aquest monument |
| Església de Sant Cristòfol i masia Cal Magre, Mas Sant Cristòfol | BCIL 2007 | Obra popular Medieval, XVII-XVIII          | Cabanelles Veïnat de l'Estela                                                    | 42° 16′ 58″ N, 2° 46′ 55″ E / 42.282765°N,2.781857°E | IPA-38812 | Carregueu una nova foto d'aquest monument |
| Castell de Biure de Queixàs, el Castell, Masia el Castell        |           | Obra popular XII-XIII, XVI-XVII, XIX       | Cabanelles A llevant del veïnat de Queixàs                                       | 42° 12′ 42″ N, 2° 48′ 55″ E / 42.211645°N,2.815296°E | IPA-38894 | Castell de Biure de Queixàs (Cabanelles) · Vegeu més fotos d'aquest monument · Carregueu una nova foto d'aquest monument                       |
| Església del convent de Sant Romà de Casamor                     | BCIL 2007 | Obra popular XVIII                         | Cabanelles Veïnat de Casamor                                                     | 42° 13′ 11″ N, 2° 48′ 36″ E / 42.219634°N,2.810125°E | IPA-38895 | Església del convent de Sant Romà de Casamor (Cabanelles) · Vegeu més fotos d'aquest monument · Carregueu una nova foto d'aquest monument      |
| Casamor, possibles restes del convent de Sant Romà de Casamor    |           | Obra popular Medieval, XVIII               | Cabanelles Veïnat de Casamor                                                     | 42° 13′ 11″ N, 2° 48′ 37″ E / 42.219823°N,2.810165°E | IPA-38896 | Carregueu una nova foto d'aquest monument |
| Can Torras                                                       |           | Obra popular XVI, XIX Inici, XX Inici      | Cabanelles Camí de Can Queixàs a Ca l'Estela, al nord-oest del veïnat de Queixàs | 42° 13′ 10″ N, 2° 47′ 29″ E / 42.219363°N,2.791320°E | IPA-38897 | Carregueu una nova foto d'aquest monument |
| Can Puig                                                         |           | Obra popular XVIII Final                   | Cabanelles Camí de St. Martí Sesserres (GIP-5237)                                | 42° 14′ 45″ N, 2° 47′ 15″ E / 42.245726°N,2.787386°E | IPA-38898 | Carregueu una nova foto d'aquest monument |
| Mas Moncanut                                                     |           | Obra popular XVIII                         | Cabanelles Camí de Sant Martí Sesserres, veïnat de l'Estela                      | 42° 17′ 08″ N, 2° 44′ 45″ E / 42.285528°N,2.745909°E | IPA-39061 | Carregueu una nova foto d'aquest monument |
| Can Marquès                                                      |           | Obra popular XVIII                         | Cabanelles Camí de Can Pou                                                       | 42° 12′ 59″ N, 2° 49′ 51″ E / 42.216474°N,2.830777°E | IPA-39062 | Carregueu una nova foto d'aquest monument |
| Masia la Costa                                                   |           | Obra popular XVI                           | Cabanelles Ctra. C-260 Roses-Besalú, veïnat de Queixàs                           | 42° 13′ 00″ N, 2° 48′ 03″ E / 42.216804°N,2.800827°E | IPA-39063 | Carregueu una nova foto d'aquest monument |
| Can Parés                                                        |           | Obra popular XIX                           | Cabanelles A l'est del veïnat d'Espinavessa                                      | 42° 11′ 38″ N, 2° 51′ 18″ E / 42.193804°N,2.854918°E | IPA-39079 | Carregueu una nova foto d'aquest monument |
| Ermita de Sant Benet del Mas Cantenys                            | BCIL 2007 | Obra popular XVIII, XIX Mitjan, XX Inici   | Cabanelles Camí a Lliurona, al nord-oest del nucli de Sant Martí Sesserres       | 42° 16′ 21″ N, 2° 44′ 55″ E / 42.272437°N,2.748538°E | IPA-39080 | Carregueu una nova foto d'aquest monument |
| Església de Sant Miquel de la Cirera                             | BCIL 2007 | Romànic XI-XII                             | Cabanelles Paratge Erms de la Cirera                                             | 42° 17′ 20″ N, 2° 43′ 24″ E / 42.288978°N,2.723423°E | IPA-39081 | Església de Sant Miquel de la Cirera (Cabanelles) · Vegeu més fotos d'aquest monument · Carregueu una nova foto d'aquest monument              |
| Can Torrent                                                      |           | Obra popular XVII                          | Cabanelles A tocar el veïnat d'Espinavessa                                       | 42° 11′ 29″ N, 2° 50′ 05″ E / 42.191433°N,2.834585°E | IPA-39225 | Carregueu una nova foto d'aquest monument |
| Can Turró, Can Turró del Mas                                     |           | Obra popular XVIII                         | Cabanelles A 750 m al sud-oest d'Espinavessa                                     | 42° 10′ 53″ N, 2° 50′ 22″ E / 42.181337°N,2.839471°E | IPA-39231 | Carregueu una nova foto d'aquest monument |
| Can Fàbrega                                                      |           | Obra popular XVIII, XIX                    | Cabanelles Camí de Vilademires                                                   | 42° 14′ 01″ N, 2° 47′ 36″ E / 42.233655°N,2.793213°E | IPA-39271 | Carregueu una nova foto d'aquest monument |
| Can Coromines                                                    |           | Obra popular XVI, XVIII-XIX                | Cabanelles Camí de Vilademires                                                   | 42° 14′ 35″ N, 2° 46′ 59″ E / 42.242999°N,2.783134°E | IPA-39272 | Carregueu una nova foto d'aquest monument |
| Can Batlle                                                       |           | Obra popular XVII, XVIII                   | Cabanelles Veïnat de Vilademires                                                 | 42° 13′ 50″ N, 2° 47′ 44″ E / 42.230656°N,2.795574°E | IPA-39273 | Carregueu una nova foto d'aquest monument |
| Can Comalat                                                      |           | Obra popular XVIII                         | Cabanelles Camí de Vilademires                                                   | 42° 14′ 10″ N, 2° 47′ 30″ E / 42.236143°N,2.791790°E | IPA-39274 | Carregueu una nova foto d'aquest monument |
| Can Cortada i Mas Olivet                                         |           | Obra popular XVIII                         | Cabanelles Camí de Vilademires                                                   | 42° 14′ 39″ N, 2° 46′ 39″ E / 42.244271°N,2.777481°E | IPA-39275 | Carregueu una nova foto d'aquest monument |
| Can Pijiula                                                      |           | Obra popular XVIII                         | Cabanelles Camí de Vilademires                                                   | 42° 13′ 46″ N, 2° 47′ 37″ E / 42.229450°N,2.793475°E | IPA-39276 | Carregueu una nova foto d'aquest monument |
| Ca n'Aymeric                                                     |           | Obra popular XVIII Mitjan                  | Cabanelles Camí de Sant Martí de Sesserres, vora l'església de Sant Martí        | 42° 15′ 35″ N, 2° 46′ 27″ E / 42.259800°N,2.774152°E | IPA-39293 | Carregueu una nova foto d'aquest monument |
| La Casa Nova del Castell                                         |           | Obra popular XVIII-XIX                     | Cabanelles Ctra. GIP-5121, veïnat de Queixàs                                     | 42° 12′ 26″ N, 2° 49′ 12″ E / 42.207131°N,2.819864°E | IPA-39294 | Carregueu una nova foto d'aquest monument |
| Can Vilà de Dalt                                                 |           | Obra popular XVIII                         | Cabanelles Ctra. GIP-5121, a tocar la C-260                                      | 42° 13′ 10″ N, 2° 49′ 13″ E / 42.219416°N,2.820240°E | IPA-39298 | Carregueu una nova foto d'aquest monument |
| Can Vilà de Baix                                                 |           | Obra popular XVII, XIX                     | Cabanelles Al sud del nucli urbà, per la ctra. GIP-5121, des de la C-260         | 42° 13′ 09″ N, 2° 49′ 13″ E / 42.219133°N,2.820368°E | IPA-39299 | Carregueu una nova foto d'aquest monument |
| Can Garriga                                                      |           | Obra popular XVIII-XIX                     | Cabanelles Al sud del nucli urbà, per la ctra. GIP-5121                          | 42° 12′ 11″ N, 2° 49′ 21″ E / 42.203069°N,2.822539°E | IPA-39300 | Carregueu una nova foto d'aquest monument |
| Can Cullel                                                       |           | Obra popular XVIII, XVI                    | Cabanelles Al sud del nucli urbà, per la ctra. GIP-5121                          | 42° 12′ 13″ N, 2° 49′ 24″ E / 42.203629°N,2.823458°E | IPA-39301 | Carregueu una nova foto d'aquest monument |
| Can Petitot                                                      |           | Obra popular XVIII-XIX                     | Cabanelles Ctra. GIP-5121, veïnat de Solà de Badós                               | 42° 16′ 08″ N, 2° 46′ 25″ E / 42.268864°N,2.773702°E | IPA-39302 | Carregueu una nova foto d'aquest monument |
| Can Tarrats                                                      |           | Obra popular XV, XVII-XVIII                | Cabanelles Camí de Queixàs a Ca l'Estela                                         | 42° 12′ 57″ N, 2° 47′ 14″ E / 42.215946°N,2.787211°E | IPA-39303 | Carregueu una nova foto d'aquest monument |
| Can Gummà                                                        |           | Obra popular XVII, XVIII                   | Cabanelles Ctra. C-260 Roses-Besalú, veïnat de Queixàs                           | 42° 13′ 10″ N, 2° 48′ 29″ E / 42.219478°N,2.808185°E | IPA-39304 | Carregueu una nova foto d'aquest monument |
| Molí de Baix                                                     |           | Obra popular XVIII-XIX, XX                 | Cabanelles Solà de Badós, al nord de Sant Martí de Sesserres                     | 42° 16′ 02″ N, 2° 46′ 38″ E / 42.267349°N,2.777140°E | IPA-39379 | Carregueu una nova foto d'aquest monument |
| Can Ribosa, Can Gutnari                                          |           | Obra popular XVIII-XIX                     | Cabanelles Camí de Vilademires                                                   | 42° 13′ 38″ N, 2° 48′ 06″ E / 42.227312°N,2.801734°E | IPA-39804 | Carregueu una nova foto d'aquest monument |
| Ca n'Estela                                                      |           | Obra popular, gòtic XVIII, XV              | Cabanelles Camí de Can Queixàs a Ca n'Estela                                     | 42° 13′ 42″ N, 2° 47′ 02″ E / 42.228351°N,2.784026°E | IPA-39806 | Carregueu una nova foto d'aquest monument |
| La Rectoria d'Espinavessa                                        |           | Obra popular XVIII Final                   | Cabanelles C. de la Font, 15, veïnat d'Espinavessa                               | 42° 11′ 18″ N, 2° 50′ 40″ E / 42.188462°N,2.844395°E | IPA-39808 | Carregueu una nova foto d'aquest monument |
| Capella de Sant Jaume de Garriga                                 | BCIL 2007 |                                            | Cabanelles Prop de la riera de Sant Jaume a tocar de can Garriga                 |                                                      | IPA-52953 | Carregueu una nova foto d'aquest monument |